# Leonid Vukólov
Leonid Serguéievitx Vukólov (en rus Леонид Сергеевич Вуколов) (Moscou, 29 de maig de 1938) va ser un ciclista soviètic, d'origen rus. Va guanyar dues medalles, una d'elles d'or, als Campionats del món de Persecució per equips.

## Palmarès
- 1965
  -  Campió del món de Persecució per equips, amb Serguei Terésxenkov, Stanislav Moskvín i Mikhaïl Kóliuixev